# Landelijk monument spoorwegongevallen

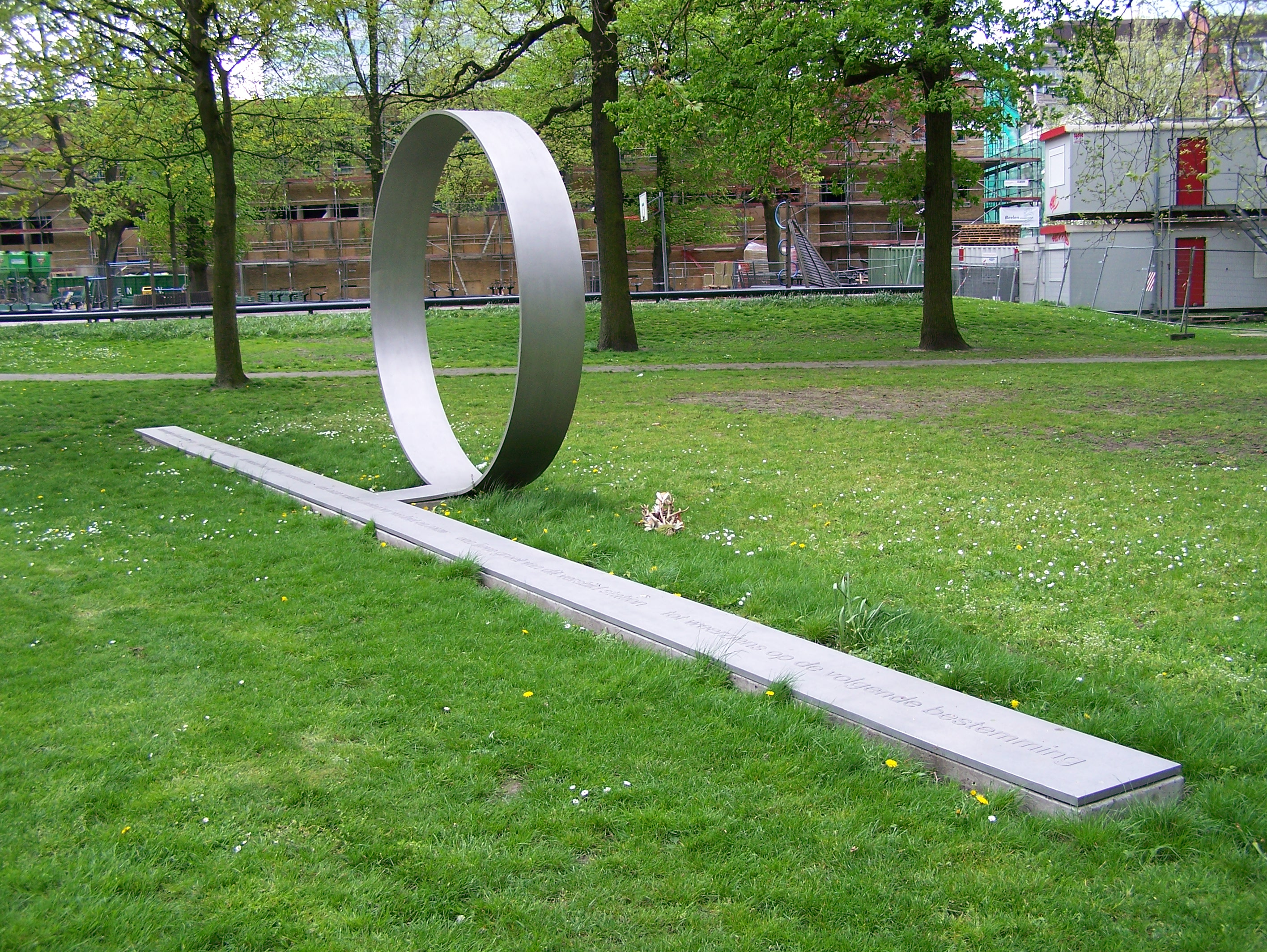

Het Landelijk monument spoorwegongevallen in Utrecht staat in Park Nieuweroord, vlak bij de NS-hoofdgebouwen, De Inktpot en het Centraal Station Utrecht. Het monument is ontworpen en gemaakt door Anton Broos en werd onthuld in 2004.

## Ontstaan
Begin 2001 verzocht een nabestaande van een slachtoffer van de treinramp bij Harmelen (1962) de NS om een monument voor dit ongeval. Wegens een vermeend gebrek aan 'collectieve behoefte' werd hier moeilijk over gedaan, maar een idee voor een monument voor spoorwegongevallen in het algemeen vond wel doorgang. De locatie is symbolisch gekozen naast kilometerpunt 0. Door alle spoorwegongevallen op één plaats te herdenken wilde de NS tevens voorkomen dat er op plaatsen naast het spoor individuele gedenkplekken zouden worden opgericht.

## Gedicht op het monument
Herinneringen lopen samen op
Met hen die op het spoor
De wissel van de dood passeerden
Met onze voeten meten wij verdriet en rouw
Een lieve groet van dit verstild station
Tot weerziens op de volgende bestemming

Prof.dr. A. van der Meiden